# Wilhelm Krüger
Pour les articles homonymes, voir Krüger.
Wilhelm Krüger né le 5 août 1820 à Stuttgart, mort le 16 juin 1883 dans la même ville est un éminent pianiste et compositeur wurtembergeois.

## Biographie
Il étudie d'abord avec notamment Peter Josef von Lindpaintner. Il est envoyé à Paris par le roi de Wurtemberg y restant quatre années pour y poursuivre ses études, d'enseignement et de jeu. Il se rend ensuite à Berlin, où il devient pianiste de la Cour et élève de Siegfried Dehn.
En 1845, Il retourne à Paris et y demeure comme professeur de piano, poursuivant son activité de soliste et se consacrant à la composition. Il compose cent soixante-huit pièces de piano de toutes sortes, y compris des pièces comme : études, dont les Six Jours de la Semaine sont particulièrement bien connus, caprices, nocturnes, pièces de genre, transcriptions, danses, un bolero, une polonaise.
Il fonde la Société de bienfaisance allemande qui constitue sous le second Empire l’un des principaux lieux d’échange entre les artistes français comme Edouard Lalo, Louis Théodore Gouvy et allemands. Celle-ci cesse son activité en 1870.
Il fait connaître des interprètes comme Clara Schumann (1862), des compositeurs tels que Bach et Haendel dont il édite la musique pour clavier. Il organise plusieurs concerts, chaque année, pour aider les artistes allemands à séjourner à Paris. Avec le violoniste Richard Hammer et le violoncelliste François-Emile Rignault, il fait entendre pour la première fois à Paris le Trio opus 63 de Robert Schumann au début de 1856.
En décembre 1868, il ouvre avec Benjamin Godard un cours de musique d’ensemble situé au 26 rue Bergère à Paris. À la suite de la déclaration de guerre franco-prussienne, il retourne à Stuttgart pour y enseigner au Conservatoire.

## Source
- Dictionnaire de la musique en France au XIXe siècle sous la direction de Joël-Marie Fauquet, p. 650 (Fayard, 2003)  (ISBN 2213593167)

## Lecture
- Johann Christian Kruger: sa vie et ses œuvres: A Contribution Allemand Litteratur- Et Théâtre Histoire du XVIIIe siècle de Wilhelm Christian Wittekindt (114163595X)